# 中沢町 (浜松市)
中沢町（なかざわちょう）は静岡県浜松市中央区の町名。丁番を持たない単独町名である。住居表示実施済。

## 地理
東で助信町及び八幡町、西で城北、南で下池川町、山下町及び元浜町、北で高林一丁目及び住吉一丁目と接する。

### 学区
- 浜松市立中部小学校（浜松中部学園）

- 浜松市立中部中学校（浜松中部学園）

## 歴史

### 沿革
- 1889年（明治24年）4月1日 - 町村制の施行により、敷知郡中沢村が周辺の村と合併し、敷知郡曳馬下村となる。旧村名は曳馬下村の大字として残る[WEB 7]。
- 1891年（明治22年）6月11日 - 曳馬下村が曳馬村に改称する。
- 1896年（明治29年）4月1日 - 郡制の施行により、曳馬村の所属郡が浜名郡に変更となる。
- 1916年（大正5年）5月1日 - 曳馬村の一部（大字高林の一部・大字野口・大字下池川・大字船越一色・大字中沢・大字八幡・大字上池川）が浜松市に編入される[WEB 7][書籍 1]。
- 1925年（大正14年）5月1日 -  地籍整理により、大字中沢から中沢町（なかざわまち）に町名変更を実施するとともに大字野口の一部を編入[書籍 2]。
- 1965年（昭和40年）11月1日 - 助信町・八幡町・元浜町・高林町の各一部を中沢町に編入。同時に住居表示を実施[WEB 8]。
- 1966年（昭和41年）5月1日 - 中沢町と上池川町の各一部を合わせて城北一丁目が成立[WEB 8]。
- 1973年（昭和48年）8月1日 - 城北二丁目・住吉町・高林町・中沢町の各一部を合わせて住吉一丁目が成立[WEB 8]。
- 2007年（平成19年）4月1日 - 浜松市が政令指定都市となる。中沢町は中区の一部となる。
- 2024年（令和6年）1月1日 - 浜松市の行政区再編により、中沢町は中央区の一部となる。

## 施設
- 学校法人空華学園 幼保連携型認定こども園 なかざわこども園
- 学校法人ミズモト学園 専門学校東海工科自動車学校
- 浜松中沢郵便局
- 遠州信用金庫 本店（えんしん総合サービス、えんしんリース、えんしん信用保証、えんしんキャピタル本社）
- ヤマハ 本社
  - ヤマハイノベーションロード
  - ヤマハピアノサービス、ヤマハコーポレートサービス、ヤマハアイワークス本社
- ローソン浜松中沢店
- 真言宗 中澤山 常楽寺
- 真宗大谷派 照曜山 齢松寺
- 時宗 仏種山 教興寺
- 富士葬祭浜松中央
- 浜松市浜松斎場
- 浜松市中沢墓園

## 交通

### バス
- 遠鉄バス8富塚じゅんかん、50山の手医大線、51泉高丘線、53・56萩丘都田線、58和合西山線：（浜松駅 方面 - ）中沢西 - 常楽寺（ - 富塚車庫・浜松駅（医療センター経由）／医科大学／姫街道車庫／半田・染地台三丁目（・ニコエ）／西山 方面）
- 遠鉄バス61内野台線：（浜松駅 方面 - ）中沢（ - 内野台車庫・サンストリート浜北 方面）

### 道路
- 国道152号（飛龍街道）
- 浜松市道田町高林線（二俣街道）
- 浜松市道中野町三方原線（柳通り（中沢町交差点以東）・住吉バイパス（中沢町交差点以西））

## その他

### 警察
警察の管轄は以下の通りである。
| 番・番地等 | 警察署         | 交番・駐在所 |
| ---------- | -------------- | ------------ |
| 全域       | 浜松中央警察署 | 柳通交番     |

### 消防
消防の管轄区域は以下の通りである。
| 番・番地等 | 消防署   | 本署/出張所 |
| ---------- | -------- | ----------- |
| 全域       | 中消防署 | 本署        |

### 書籍
1. ↑  『浜松市史 三』浜松市役所、1980年3月26日、350,351頁。
2. ↑  『浜松市史 三』浜松市役所、1980年3月26日、355,356頁。

### WEB
1. ↑  “h02_22.csv”.   総務省 (2022年2月10日). 2024年10月2日閲覧。
2. ↑  “chuouku_menseki.xlsx”.   浜松市 (2024年3月12日). 2024年10月2日閲覧。
3. ↑  “静岡県 浜松市中央区 中沢町の郵便番号 - 日本郵便”.   日本郵便. 2025年2月15日閲覧。
4. ↑  “市外局番の一覧” (PDF).   総務省 (2022年3月1日). 2024年6月15日閲覧。
5. ↑  “事業所案内及び管轄地域（事務所3件、分室3件）”.   一般社団法人静岡県自動車会議所. 2024年6月15日閲覧。
6. ↑  “zissiitiran1.pdf”.   浜松市 (2024年1月1日). 2024年6月15日閲覧。
7. 1 2  “historyofcities.pdf”.   静岡県総務部合併推進室・財団法人静岡県市町村振興協会. 2024年9月18日閲覧。
8. 1 2 3  “zissizennzi.pdf”.   浜松市. 2024年6月15日閲覧。
9. ↑  “柳通交番｜静岡県警察”.   静岡県警察 (2024年1月1日). 2024年6月15日閲覧。
10. ↑  “消防署の町別管轄「な」／浜松市”.   浜松市 (2023年4月3日). 2024年6月17日閲覧。